# Консоласан (Минас-Жерайс)
Консоласан (порт. Consolação) — муниципалитет в Бразилии, входит в штат Минас-Жерайс. Составная часть мезорегиона Юг и юго-запад штата Минас-Жерайс. Входит в экономико-статистический  микрорегион Итажуба. Население составляет 1692 человека на 2006 год. Занимает площадь 85,936 км². Плотность населения — 19,7 чел./км².

## История
Город основан 30 декабря 1962 года. 

## Статистика
- Валовой внутренний продукт на 2003 год составляет 5 580 549,00 реалов (данные: Бразильский институт географии и статистики).
- Валовой внутренний продукт на душу населения на 2003 год составляет 3292,36 реалов (данные: Бразильский институт географии и статистики).
- Индекс развития человеческого потенциала на 2000 год составляет 0,703 (данные: Программа развития ООН).